# Districtul Bua Lai
Bua Lai (în thailandeză บัวลาย) este un district (Amphoe) din provincia Nakhon Ratchasima, Thailanda, cu o populație de 25.061 de locuitori și o suprafață de 133,1 km².

## Componență
Districtul este subdivizat în 4 subdistricte (tambon). 
| 1. | Mueang Phalai | เมืองพะไล |  |
| 2. | Non Chan      | โนนจาน   |  |
| 3. | Bua Lai       | บัวลาย    |  |
| 4. | Nong Wa       | หนองหว้า  |  |